# منافسات كرة القدم للرجال في الألعاب الأولمبية الصيفية 2008
بطولة كرة القدم للرجال في الألعاب الأولمبية الصيفية 2008 التي تلعب في بكين وأربعة مدن أخرى في الصين في الفترة ما بين 7 أغسطس و23 أغسطس، وتلعب المنتخبات بفرق تحت 23 سنة مدعمة بثلاثة لاعبين على الأكثر من أكبر من هذا السن، وقد تأهل إلى البطولة 15 منتخب والمنتخب المضيف للأولمبياد. مسموح للمنتخبات المشاركة أن ستدي ثلاثة لاعبين أعمارهم أكبر من 23 سنة.
المباريات التمهيدية للبطولة في 7 أغسطس 2008، قبل يوم الافتتاح 8 أغسطس 2008.
و توج المتخب الأرجنتيني بطلاَ للبطولة وحصل على الميدالية الذهبية بفوزه على المنتخب النيجيري بواقع  1-0 ، فيما حقق المنتخب البرازيلي المركز الثالث بفوزه على المنتخب البلجيكي 3-0.

## التصفيات

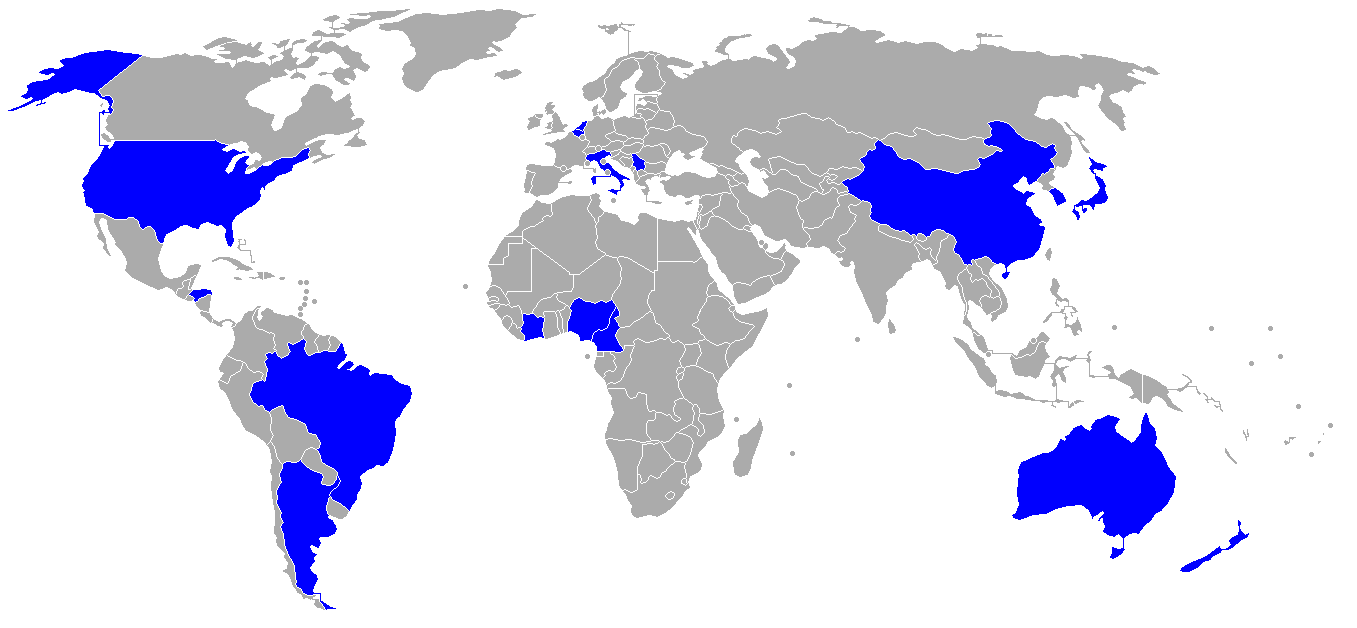
الدول المشاركة

يشارك في هذه المسابقة 16 فريقا، 4 فرق من أوروبا وآسيا وأفريقيا، وفريقين من أمريكا الشمالية وأمريكا الجنوبية، وفريق وحيد من أوقيانوسيا.
| المسابقة                         | التاريخ                   | المستضيف         | عدد المتأهلين | المتأهلين                           |
| -------------------------------- | ------------------------- | ---------------- | ------------- | ----------------------------------- |
| البلد المنظم                     |                           |                  | 1             | الصين                               |
| تصفيات آسيا الأولمبية            | فبراير 2006 - نوفمبر 2007 | -                | 3             | أستراليا · كوريا الجنوبية · اليابان |
| تصفيات أفريقيا الأولمبية         | سبتمبر 2006 - مارس 2008   | -                | 3             | الكاميرون · ساحل العاج · نيجيريا    |
| تصفيات أمريكا الشمالية الأولمبية | أغسطس 2007 - مارس 2008    | الولايات المتحدة | 2             | هندوراس · الولايات المتحدة          |
| تصفيات أمريكا الجنوبية الأولمبية | 7-28 يناير، 2007          | باراغواي         | 2             | البرازيل · الأرجنتين                |
| تصفيات اوقيانوسيا الأولمبية      | 1-9 مارس، 2008            | فيجي             | 1             | نيوزيلندا                           |
| بطولة أوروبا تحت 21 - 2007       | -23 يوليو، 2007           | هولندا           | 4             | هولندا · صربيا · بلجيكا · إيطاليا   |
| المجموع                          |                           |                  | 16            | اكتمل العدد                         |

## التشكيلات
بالنسبة لمسابقة كرة القدم للرجال، كل فريق مشارك يجب على أن يستدعي 18 لاعبا، 15 منهم من الين ولدوا بعد 1 يناير 1985، والثلاثة الباقين يمكن أن يكونوا مولدين في تاريخ أقدم من 1 يناير 1985 ، كذلك يتوجب أن يتضمن الفريق حارسين للمرمى كحد أدني زائدا حارس بديل اختاري.

## الحكام
| الحكم                            | المساعدون                            |
| الإتحاد الأسيوي لكرة القدم       | الإتحاد الأسيوي لكرة القدم           |
| -------------------------------- | ------------------------------------ |
| خليل جلال                        | محمد الغامدي حمدي الخضري             |
| عبد الله الهلالي                 | خالد العلان صالح المرزوقي            |
| مسعود مرادي                      | حسن كامرانيفر لؤي صبحي أديب          |
| الإتحاد الأفريقي لكرة القدم      |                                      |
| جيروم دامون                      | تشوتلينو موليفي سيليستين نتانغونغيرا |
| بادارا دياتا                     | إيفاريست منكواندي بشير حسني          |
| اتحاد أمريكا الشمالية لكرة القدم |                                      |
| روبرتو مورينو سالازار            | دانييل ويليامسون هايرو فوينتيس       |
| جاير ماروفو                      | ريكاردو مورغان كيرميت كويزنبيري      |

| الحكم                            | المساعدون                                            |
| اتحاد أمريكا الجنوبية لكرة القدم | اتحاد أمريكا الجنوبية لكرة القدم                     |
| -------------------------------- | ---------------------------------------------------- |
| هيكتور بالداسي                   | ريكاردو كأساس هرنان مايدانا                          |
| بابلو بوزو                       | خوليو دياز لوبي باتريسيو باسوالتو فارغاس             |
| مارتن فاسكويز                    | ماوريسيو إسبينوزا رودريغيز ميغيل أنغيل نييفاز أكوستا |
| الاتحاد الأوروبي لكرة القدم      |                                                      |
| توماس إنفالر                     | رولاند هيم نوربرت ستشواب                             |
| فيكتور كاساي                     | غابور إيروس تيبور فاموس                              |
| ستيفان لانوي                     | إريك دانسوالت فريدريك كانو                           |
| دامير سكومينا                    | بريموز أرهار ماركو ستانكين                           |
| فولفانغ ستارك                    | فولكر فيزيل يان هيندريك سالفر                        |

## الأدوار التمهيدية
سيتأهل أصحاب المراكز الأولى والثانية إلى الدور الربع نهائي.

### المجموعة الأولى
| الترتيب    | لعب | فاز | تعادل | خسارة | له | عليه | الفرق | النقاط |
| ---------- | --- | --- | ----- | ----- | -- | ---- | ----- | ------ |
| الأرجنتين  | 3   | 3   | 0     | 0     | 5  | 1    | +4    | 9      |
| ساحل العاج | 3   | 2   | 0     | 1     | 6  | 4    | +2    | 6      |
| أستراليا   | 3   | 0   | 1     | 2     | 1  | 3    | −2    | 1      |
| صربيا      | 3   | 0   | 1     | 2     | 3  | 7    | −4    | 1      |

| أستراليا           | 1 – 1   | صربيا                  |
| ------------------ | ------- | ---------------------- |
| روبن زادكوفيتش 69' | (تقرير) | سلوبودان رايكوفيتش 78' |

| ساحل العاج    | 1 – 2   | الأرجنتين                    |
| ------------- | ------- | ---------------------------- |
| سيكو سيسي 53' | (تقرير) | ميسي 43' · لوتارو اكوستا 86' |

| الأرجنتين           | 1 – 0   | أستراليا |
| ------------------- | ------- | -------- |
| ازيكوييل لافيزي 76' | (تقرير) |          |

| صربيا                                     | 2 – 4   | ساحل العاج                                                                               |
| ----------------------------------------- | ------- | ---------------------------------------------------------------------------------------- |
| ميلان مرداكوفيتش 16' · ديورديه راكيتش 90' | (تقرير) | سيكو سيسي 3' · سلوبودان رايكوفيتش 24' (هدف في مرماه) · سالومون كالو 70' · غيرفينهو 90+3' |

| ساحل العاج       | 1 – 0   | أستراليا |
| ---------------- | ------- | -------- |
| سالومون كالو 81' | (تقرير) |          |

| الأرجنتين                                            | 2 – 0   | صربيا |
| ---------------------------------------------------- | ------- | ----- |
| ازيكوييل لافيزي 14' (ضربة جزاء) · دييغو بونانوتي 84' | (تقرير) |       |

### المجموعة الثانية
| الترتيب          | لعب | فاز | تعادل | خسارة | له | عليه | الفرق | النقاط |
| ---------------- | --- | --- | ----- | ----- | -- | ---- | ----- | ------ |
| نيجيريا          | 3   | 2   | 1     | 0     | 4  | 2    | +2    | 7      |
| هولندا           | 3   | 1   | 2     | 0     | 3  | 2    | +1    | 5      |
| الولايات المتحدة | 3   | 1   | 1     | 1     | 4  | 4    | 0     | 4      |
| اليابان          | 3   | 0   | 0     | 3     | 1  | 3    | −2    | 0      |

| اليابان | 0 – 1   | الولايات المتحدة |
| ------- | ------- | ---------------- |
|         | (تقرير) | ستوارت هولدن 47' |

| هولندا | 0 – 0   | نيجيريا |
| ------ | ------- | ------- |
|        | (تقرير) |         |

| نيجيريا                                 | 2 – 1   | اليابان         |
| --------------------------------------- | ------- | --------------- |
| فيكتور أوبينا 58' · فيكتور انيتشيبي 74' | (تقرير) | يوهي تايودا 79' |

| الولايات المتحدة                       | 2 – 2   | هولندا                        |
| -------------------------------------- | ------- | ----------------------------- |
| ساشا كليستان 64' · خوسمير التيدوري 72' | (تقرير) | بابل 16' · جيرالد سيبون 90+3' |

| هولندا                       | 1 – 0   | اليابان |
| ---------------------------- | ------- | ------- |
| جيرالد سيبون 73' (ضربة جزاء) | (تقرير) |         |

| نيجيريا                             | 2 – 1   | الولايات المتحدة             |
| ----------------------------------- | ------- | ---------------------------- |
| بروميس إسحق 39' · فيكتور أوبينا 79' | (تقرير) | ساشا كليستان 88' (ضربة جزاء) |

### المجموعة الثالثة
| الترتيب   | لعب | فاز | تعادل | خسارة | له | عليه | الفرق | النقاط |
| --------- | --- | --- | ----- | ----- | -- | ---- | ----- | ------ |
| البرازيل  | 3   | 3   | 0     | 0     | 6  | 0    | +9    | 9      |
| بلجيكا    | 3   | 2   | 0     | 1     | 3  | 1    | +2    | 6      |
| الصين     | 3   | 0   | 1     | 2     | 1  | 6    | −5    | 1      |
| نيوزيلندا | 3   | 0   | 1     | 2     | 1  | 7    | −6    | 1      |

| البرازيل     | 1 – 0   | بلجيكا |
| ------------ | ------- | ------ |
| هيرنانيز 79' | (تقرير) |        |

| الصين             | 1 – 1   | نيوزيلندا       |
| ----------------- | ------- | --------------- |
| فانج تشو دونج 88' | (تقرير) | جيرمي بروكي 53' |

| نيوزيلندا | 0 – 5   | البرازيل                                                                     |
| --------- | ------- | ---------------------------------------------------------------------------- |
|           | (تقرير) | أندرسون 3' · باتو 33' · رونالدينيو 54' 61' (ضربة جزاء) · رافائيل سوبيس 90+3' |

| بلجيكا                              | 2 – 0   | الصين |
| ----------------------------------- | ------- | ----- |
| موسى ديمبيلي 8' · كيفين ميراليس 80' | (تقرير) |       |

| الصين | 0 – 3   | البرازيل                              |
| ----- | ------- | ------------------------------------- |
|       | (تقرير) | دييغو ريباس 18' · تياغو نيفيز 69' 73' |

| نيوزيلندا | 0 – 1   | بلجيكا         |
| --------- | ------- | -------------- |
|           | (تقرير) | فارس هارون 35' |

### المجموعة الرابعة
| الترتيب        | لعب | فاز | تعادل | خسارة | له | عليه | الفرق | النقاط |
| -------------- | --- | --- | ----- | ----- | -- | ---- | ----- | ------ |
| إيطاليا        | 3   | 2   | 1     | 0     | 6  | 0    | +6    | 7      |
| الكاميرون      | 3   | 1   | 2     | 0     | 2  | 1    | +1    | 5      |
| كوريا الجنوبية | 3   | 1   | 1     | 1     | 2  | 4    | −2    | 4      |
| هندوراس        | 3   | 0   | 0     | 3     | 0  | 5    | −5    | 0      |

| هندوراس | 0 – 3   | إيطاليا                                                                                    |
| ------- | ------- | ------------------------------------------------------------------------------------------ |
|         | (تقرير) | سيبستيان جيوفينكو 41' · جوسيبي روسي 45' (ضربة جزاء) · روبيرتو اسكيو افريسا 52' (ضربة جزاء) |

| كوريا الجنوبية    | 1 – 1   | الكاميرون         |
| ----------------- | ------- | ----------------- |
| بارك تشو يونج 68' | (تقرير) | جورجيس مانجيك 81' |

| الكاميرون       | 1 – 0   | هندوراس |
| --------------- | ------- | ------- |
| ستيفان مبيا 74' | (تقرير) |         |

| إيطاليا                                           | 3 – 0   | كوريا الجنوبية |
| ------------------------------------------------- | ------- | -------------- |
| جوسيبي روسي 15' · توماسو روكي 32' · مونتوليفو 90' | (تقرير) |                |

| كوريا الجنوبية   | 1 – 0   | هندوراس |
| ---------------- | ------- | ------- |
| كيم دونغ جين 23' | (تقرير) |         |

| الكاميرون | 0 – 0   | إيطاليا |
| --------- | ------- | ------- |
|           | (تقرير) |         |

### الأدوار النهائية
|  | ربع النهائي                                   | ربع النهائي                     |                                   |   | نصف النهائي | نصف النهائي |  |  | النهائي | النهائي |
|  |                                               |                                 |                                   |   |             |             |  |  |         |         |
|  | 16 أغسطس - ملعب شينيانغ الأولمبي، شينيانغ     |                                 |                                   |   |             |             |  |  |         |         |
|  |                                               |                                 |                                   |   |             |             |  |  |         |         |
|  | البرازيل                                      | 2                               |                                   |   |             |             |  |  |         |         |
|  | البرازيل                                      | 2                               | 19 أغسطس - ملعب العمال، بكين      |   |             |             |  |  |         |         |
|  | الكاميرون                                     | 0                               |                                   |   |             |             |  |  |         |         |
|  | الكاميرون                                     | 0                               | البرازيل                          | 0 |             |             |  |  |         |         |
|  | 16 أغسطس - استاد شنغهاي، شنغهاي               |                                 | البرازيل                          | 0 |             |             |  |  |         |         |
|  |                                               | الأرجنتين                       | 3                                 |   |             |             |  |  |         |         |
|  | هولندا                                        | الأرجنتين                       | 3                                 | 1 |             |             |  |  |         |         |
|  | هولندا                                        |                                 | 23 أغسطس - ملعب بكين الوطني، بكين | 1 |             |             |  |  |         |         |
|  | الأرجنتين                                     | 2                               |                                   |   |             |             |  |  |         |         |
|  | الأرجنتين                                     | 2                               | نيجيريا                           | 0 |             |             |  |  |         |         |
|  | 16 أغسطس - ملعب العمال، بكين                  |                                 | نيجيريا                           | 0 |             |             |  |  |         |         |
|  |                                               | الأرجنتين                       | 1                                 |   |             |             |  |  |         |         |
|  | إيطاليا                                       | الأرجنتين                       | 1                                 | 2 |             |             |  |  |         |         |
|  | إيطاليا                                       | 19 أغسطس - استاد شنغهاي، شنغهاي |                                   | 2 |             |             |  |  |         |         |
|  | بلجيكا                                        | 3                               |                                   |   |             |             |  |  |         |         |
|  | بلجيكا                                        | 3                               | بلجيكا                            | 1 |             |             |  |  |         |         |
|  | 16 أغسطس - ملعب المركز الأولمبي، غوينغهوانداو |                                 | بلجيكا                            | 1 |             |             |  |  |         |         |
|  |                                               | نيجيريا                         | 4                                 |   |             |             |  |  |         |         |
|  | ساحل العاج                                    | نيجيريا                         | 4                                 | 0 |             |             |  |  |         |         |
|  | ساحل العاج                                    |                                 |                                   | 0 |             |             |  |  |         |         |
|  | نيجيريا                                       | 2                               |                                   |   |             |             |  |  |         |         |
|  | نيجيريا                                       | 2                               |                                   |   |             |             |  |  |         |         |

### ربع النهائي
| البرازيل                          | 2 – 0 (وقت إضافي) | الكاميرون |
| --------------------------------- | ----------------- | --------- |
| رافائيل سوبيس 101' · مارسيلو 105' | (تقرير)           | 41’034    |

| إيطاليا                                     | 2 – 3   | بلجيكا                                   |
| ------------------------------------------- | ------- | ---------------------------------------- |
| جوسيبي روسي 18' (ضربة جزاء) 74' (ضربة جزاء) | (تقرير) | موسى ديمبيلي 79' 18' · كيفين ميراليس 45' |

| الأرجنتين                      | 2 – 1 (وقت إضافي) | هولندا         |
| ------------------------------ | ----------------- | -------------- |
| ميسي 14' · أنغيل دي ماريا 105' | (تقرير)           | عثمان بقال 36' |

| نيجيريا                                            | 2 – 0   | ساحل العاج |
| -------------------------------------------------- | ------- | ---------- |
| بيتر أديموينغي 43' · فيكتور أوبينا 81' (ضربة جزاء) | (تقرير) |            |

### نصف النهائي
| بلجيكا          | 1 – 4   | نيجيريا                                                               |
| --------------- | ------- | --------------------------------------------------------------------- |
| لورين كيمان 88' | (تقرير) | أولوبايو أديفيمي 17' · تشينيدو أوغبوكي 59' 72' · تشيبوزور أوكونكو 78' |

| البرازيل | 0 – 3   | الأرجنتين                               |
| -------- | ------- | --------------------------------------- |
|          | (تقرير) | أغويرو 52' 58' · ريكلمي 76' (ضربة جزاء) |

### الميدالية البرونزية
| بلجيكا | 0 – 3   | البرازيل                             |
| ------ | ------- | ------------------------------------ |
|        | (تقرير) | دييغو ريباس 25' · جو الفيس 45' 90+1' |

### الميدالية الذهبية
| نيجيريا | 0 – 1   | الأرجنتين          |
| ------- | ------- | ------------------ |
|         | (تقرير) | أنغيل دي ماريا 58' |

## الميداليات
| المسايقة       | الذهبية   | الفضية  | البرونزية |
| -------------- | --------- | ------- | --------- |
| كرة قدم للرجال | الأرجنتين | نيجيريا | البرازيل  |

## إحصائيات

### مسجلوا الأهداف
| 4 أهداف - جوسيبي روسي 3 أهداف - موسى ديمبيلي - فيكتور أوبينا هدفين - رافائيل سوبيس - تياغو نيفيس - رونالدينو - دييغو ريباس - جو الفيس - أنخيل دي ماريا - ليونيل ميسي - ازيكوييل لافيزي - سيرجيو أغويرو - كيفين ميراليس - تشينيدو أوغبوكي - سيكو سيسي - سالومون كالو | هدفين (تابع) - جيرالد سيبون - ساشا كليستان هدف واحد - أندرسون - هيرنانيز - أليكساندر باتو - مارسيلو - خوان رومان ريكيلمي - لوتارو أكوستا - دييغو بونانوتي - فيكتور انيتشيبي - بروميس إسحق - بيتر اوديموينجي - تشيبوزور أوكونكو - أولوبايو أديفيمي - فراس هارون - جورجيس مانجيك - ستيفان مبيا | هدف واحد (تابع) - روبيرتو اسكيو افريسا - سيبستيان جيوفينكو - ريكاردو مونتوليفو - توماسو روكي - ميلان مرداكوفيتش - سلوبودان رايكوفيتش - ديورديه راكيتش - خوسمير التيدوري - ستوارت هولدن - كيم دونغ جين - بارك تشو يونج - غيرفينهو - فانج تشو دونج - يوهي تايودا - ريان بابل - جيرمي بروكي - روبن زادكوفيتش خطأ في مرماه - سلوبودان رايكوفيتش (ضد ساحل العاج) |

آخر تحديث 23 أغسطس 2008